# هنريك أيكمن
هنريك أيكمن (بالسويدية: Henrik Ekman)‏ هو صحفي ومصور سويدي، ولد في 22 يونيو 1951.